# Cătălin Chelu
Cătălin Chelu (n. 21 mai 1967, Craiova – d. 8 decembrie 2014, Amman, Iordania) a fost un om de afaceri din Galați, care a deținut companiile Celule Electrice Băilești, Galgros Galați, Vulturul Comarnic și Mecanica Rotes Târgoviște. Averea omului de afaceri era estimată la 70 milioane de euro în anul 2006.
Cătălin Chelu a fost acționar la câteva zeci de firme, fiind printre cei mai mari proprietari de spații comerciale din Galați. Cătălin Chelu a deținut casa de brokeraj City Invest Galați, și acțiuni la firmele Comat Galați, Vitimas Tecuci , Spit Bucovina (producător de piese auto), Transtec Tecuci (companie de transport), Minexfor Deva (din industria extractivă), Mecanica Rotes, Altur Slatina (producător de piese auto), Galgros Galați, precum și la societățile de investiții financiare (SIF): la SIF 5 Oltenia - 1,8073%, la SIF 1 Banat-Crișana - 1,297%, la SIF 3 Transilvania - 1,298%, la SIF 4 Muntenia - 1,4474%. Cătălin Chelu a fost un important jucător pe piața de televiziune prin cablu din România, unde a deținut CCC Blue Telecom, Cony Sat, Mega Construct și Lidas Prod .
La data de 21 martie 2000, Cătălin Chelu a achiziționat cu un miliard de lei vechi 51% din acțiunile societății Sircovtex Siret de la FPS. Sircovtex avea 1.700 de angajați în 1997, iar în anul 2001 numărul acestora a ajuns la 314. În august 2001, Sircovtex a intrat în faliment.
În anul 2008 a preluat 44% din Lactate Dâmbovița (devenită între timp Lactate Natura Târgoviște), iar în 2010 a preluat 42% din Lacta Giurgiu. În octombrie 2010 a obținut controlul pachetului majoritar de acțiuni de la Lactate Natura Târgoviște.
În septembrie 2010 a preluat pachetul majoritar de acțiuni de 53,11% al companiei producătoare de vinuri Vinia Iași.

## Controverse
Cătălin Chelu a fost un om de afaceri controversat, fiind acuzat în presă că a devalizat Mecanica Rotes și că a vândut ilegal Secția de Confecții Metalice Teiș, în timp ce avea conturile blocate pentru datorii la stat.
În ultimii ani, Cătălin Chelu a fost în repetate rânduri acuzat și obligat de CNVM să facă oferte publice de preluare pentru mai multe companii de pe bursă, printre acestea aflându-se Altur Slatina, Comat Galați, Electroargeș și Lactate Natura Târgoviște.
În anul 2001, salariații de la Sircovtex Siret, au transmis fostului FPS o sesizare din care reieșea că omul de afaceri Cătălin Chelu vindea covoare din stocul unității prin intermediul unor firme care îi aparțineau, iar cu banii obținuți astfel își achita contravaloarea acțiunilor cumpărate de la FPS.
În anul 2007, Cătălin Chelu a fost acuzat de Comisia Națională a Valorilor Mobiliare (CNVM) că a încercat și a reușit, prin diverse firme, să obțină controlul unui pachet de acțiuni mai mare decât permite legea la SIF-uri și a fost obligat să vândă acțiunile pentru a rămâne cu mai puțin de unu la sută.
În anul 2008, Cătălin Chelu și acoliții săi au încercat să preia controlul SC Plase Pescărești SA. Metodele sale de „afaceri": fals în declarații, intervenții cu mascații unei firme private de pază și amenințări cu moartea la adresa celor care se opuneau intențiilor sale. Toate aceste date se regăsesc și în dosarul DIICOT instrumentat în cazul Plase Pescărești.
La data de 18 noiembrie 2010, Direcția Națională Anticorupție l-a surprins în flagrant pe Cătălin Chelu în timp ce încerca să-i ofere mită 50.000 de euro secretarului de stat în Ministerul Administrației și Internelor, Dan Valentin Fătuloiu, pentru a rezolva favorabil dosare aflate în lucru la unități de parchet, între care și DIICOT.
Pe 12 octombrie 2012, a fost condamnat de Tribunalul București la șase ani de închisoare cu executare în dosarul „Mită la MAI”.
Pe 8 septembrie 2014, sentința a devenit definitivă, acesta sustrăgându-se executării pedepsei.